# 2000年シドニーオリンピックのアイルランド選手団
2000年シドニーオリンピックのアイルランド選手団（2000ねんシドニーオリンピックのアイルランドせんしゅだん）は、2000年9月15日から10月1日にかけてオーストラリアのニューサウスウェールズ州シドニーで開催された2000年シドニーオリンピックのアイルランド選手団、およびその競技結果。

## 概要
今大会は銀メダル1個、合計1個のメダルを獲得した。

## メダル
| メダル | 選手名             | 競技 | 種目      |
| ------ | ------------------ | ---- | --------- |
| 銀     | ソニア・オサリバン | 陸上 | 女子5000m |